# Rio Branco do Ivaí
Rio Branco do Ivaí est une municipalité brésilienne située dans l'État du Paraná.